# آلباتروس لیسان
آلباتروس لایسان (نام علمی: Phoebastria immutabilis) نام یک گونه از تیره آلباتروس است.